# Ascobolus carbonarius

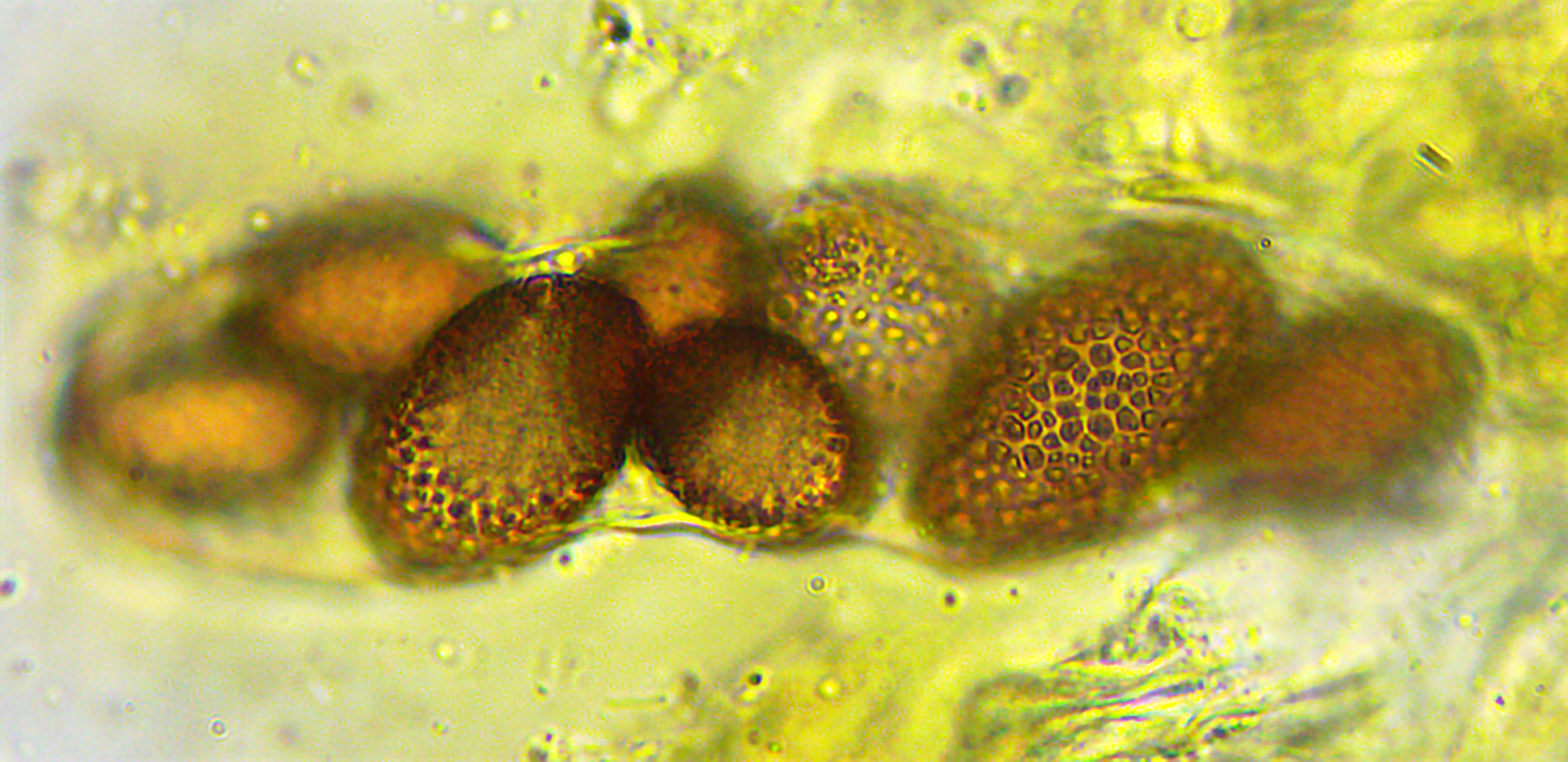
Worek z dojrzałymi zarodnikami

Ascobolus carbonarius P. Karst. – gatunek grzybów z rodziny Ascobolaceae.

## Systematyka i nazewnictwo
Pozycja w klasyfikacji według Index Fungorum: Ascobolus, Ascobolaceae, Pezizales, Pezizomycetidae, Pezizomycetes, Pezizomycotina, Ascomycota, Fungi.
Po raz pierwszy opisał go w 1871 r. Petter Adolf Karsten na glebie w Finlandii i nadana przez niego nazwa naukowa jest aktualna. Synonimy:
- Ascobolus atrofuscus W. Phillips & Plowr. 1874
- Ascobolus atrofuscus var. pruinosus Boud. 1878[2].

Gatunkowa nazwa naukowa pochodzi od łacińskiego słowa „carbon” oznaczającego „węgiel” i nawiązującego do miejsca występowania tego grzyba – na wypaleniskach.

## Morfologia
Askokarp typu apotecjum występujące na powierzchni podłoża, zwykle w grupach, beztrzonowe, o średnicy 2–5 mm. Początkowo niemal kuliste, potem wyraźnie miseczkowate, w końcu spłaszczone. Powierzchnia zewnętrznażółto-zielona, potem żółta, z wiekiem staje się bardziej brązowawa, w końcu czarnobrązowa, delikatnie oprószona lub łuskowata. Brzeg początkowo drobno karbowany, w końcu prawie gładki i tępy. Powierzchnia wewnętrzna (hymenialna) żółtozielona, z wiekiem bardziej brązowawa, usiana czarnymi, wystającymi końcówkami dojrzałych worków, w końcu prawie czarna. Hymenium o grubości 180–250 µm. Hypotecjum o grubości 30–43 µm, zbudowane ze ściśle zwartych, izodiametrycznych komórek o średnicy 5–10 µm. Miąższ o grubości do 6oo µm, zbudowany ze kulistych lub wydłużonych strzępek o wymiarach 13–30 (–40) × 10–22 (–26) µm. Ekscypulum o grubości około 60 µm, na brzegu do 170 µm, kuliste, zbudowane z grubościennych komórek 8–22 (–35) × 6–17 (23) µm, pomieszanych z nieregularnie wygiętymi, rozgałęzionymi strzępkami o średnicy 2,5–4,0 µm, brązowe, pokryte mniej lub bardziej wystającymi grupami strzępek. Worki cylindryczno-maczugowate, zwężające się ku dołowi, z zaokrąglonymi wierzchołkami, 190–270 × 22–26 µm, 8-zarodnikowe. Ich ściana tylko za młodu w odczynniku Melzera wybarwia się na niebiesko. Askospory początkowo w jednym rzędzie, w końcu mniej więcej dwurzędowo, początkowo szkliste, elipsoidalne ze spiczastymi końcami, w stanie dojrzałym ze ściętymi końcami, ciemnofioletowe lub ciemnofioletowo-brązowe. Ich powierzchnia jest ornamentowana nieregularnymi lub zaokrąglonymi, pojedynczymi brodawkami znacznie różniącymi się wielkością, pigment w bardzo gęstej formie warstwami na bokach. Wstawki z rzadka rozgałęzione, septowane, cylindryczne, o grubości około 2 µm, na wierzchołkach nie pogrubione lub słabo pogrubione, do 3,5 µm, zatopione w żółtozielonym śluzie.

## Zasięg występowania i siedlisko
Podano stanowiska Ascobolus carbonarius w Ameryce Północnej, Środkowej i Południowej, w Europie, Azji i Australii. W Polsce w 2006 r. M.A. Chmiel przytoczyła 9 stanowisk, w późniejszych latach podano następne.
Naziemny grzyb saprotroficzny i wypaleniskowy rozwijający się na wypaleniskach, rzadko na wilgotnej glebie bez pozostałości po pożarze.